# Фатеево (Кировская область)
Фате́ево — село в Кирово-Чепецком районе Кировской области, административный центр Фатеевского сельского поселения.

## Название
За свою историю село поменяло несколько названий: деревня Фотеевцы, затем село Богородицкое, затем село Просница (по названию реки), и уже в 1956 году село стало именоваться Фотеево. Постепенно буква «о» в употреблении заменилась отражающей более удобное произношение буквой «а» и название приобрело современный вид — Фатеево.
Первоначальное название деревни Фотеевцы связывают с именем её жителя Фотия, державшего со времени организации почтовой службы перевоз почты на перегоне между Вяткой и селом Полом.
Произошедшее в 1956 году переименование села Просница в «Фатеево» объясняется необходимостью отличия села от центра района, к которому оно относилось (Просницкий район) — железнодорожной станции Просница.

## География
Расстояние до центра района (город Кирово-Чепецк) — 25 км. С Кирово-Чепецком село связано пригородным автобусным маршрутом № 105.
Расположено на берегу реки Малая Просница в низменной местности, окружено лесом..

## История
Первое упоминание о селе встречается в документах за 1681 год в связи с построением новой деревянной церкви в честь Рождества Пресвятой Богородицы, по храмозданной грамоте, данной епископом Ионой.
В 1771—1780 годах в селе построена Богородицкая каменная тёплая церковь, холодный каменный храм закончен 2 июня 1786 году, приход состоял из 6 селений. В селе имелись фельдшерский пункт, церковно-приходские мужская трёхклассная (с 1868 года) и женская одноклассная школы (с 1893 года). Жители села занимались хлебопашеством, приготовлением овсяной крупы и толокна, которых в волости выделывалось до 500 тысяч пудов. В зимнее время занимались ремёслами: были гармонщики, игрушечники, плотники, плетенщики лаптей и корзин и бортники. Во второй половине 19 века в селе открывается несколько частных магазинов. Достатком выделялся купец Лодыгин, владевший всеми мельницами на окрестных реках (в общей сложности 9 мельницами).
К Богородицкой церкви была приписана деревянная Александровская часовня. Сейчас это одна из немногих исторических часовен, сохранившихся на территории Кировской области до наших дней. Она была построена прихожанами в 1870 году по разрешению, данному самим императором Александром II (как об этом сообщил министр государственных имуществ 30 июня 1866 года), в память «об избавлении Государя Императора Александра II от руки злодея 4 апреля 1866 г.» Убранство часовни составляли две иконы: святого благоверного великого князя Александра Невского и преподобного Иосифа Песнописца.
С 1881 года Просница (Фатеево) было центром Просницкой волости. Полукаменное здание волостного управления сохранилось (в разное время в нём находились сельский совет, библиотека, клуб и почта).
По данным переписи 1926 года село, носившее название Просница, — центр Просницкого сельсовета, с числом жителей 94 человека (31 хозяйство).
Богородицкая церковь была закрыта в 1938 году в связи с арестом настоятеля иерея Владимира Петровича Шкляева, осуждённого впоследствии на 8 лет и умершего в лагерях. В 1939 году здание церкви разобрали на кирпич для Кировской ТЭЦ-3.
В 1958 году все населённые пункты сельсовета были электрифицированы. В этом же году колхозы на территории Просницкого сельсовета «укрупнили», создав колхоз «Искра», который в 1960 году вошёл в состав крупного совхоза «Перекоп», центр которого находился в селе Фатеево. В 1970—1980 годы село пережило период активного строительства социальной и производственной базы. Был построен комплекс на 800 дойных коров; кроликокомплекс на 20 тысяч кроликов; комплекс по выращиванию и хранению элитного картофеля на 5400 тонн. В эти годы строится дорога с бетонным покрытием от села Фатеево до автодороги, связывавшей областной и районный центры. В это же время строится здание средней школы, детского сада, столовая, магазин, общественная баня, дом быта, административное здание совхоза, новый мост через реку Малая Просница. Сдано в эксплуатацию благоустроенного жилья на 380 квартир и 45 двухквартирных домов.

## Население
| 2010 |
| ---- |
| 939  |

## Инфраструктура
В селе имеются общеобразовательная школа (9 лет обучения), сельский Дом культуры, библиотека-музейно-культурный центр, Детский сад «Березка», отделение Почты России, фельдшерско-акушерский пункт.
В 1996 году село было газифицировано и была пущена в эксплуатацию газовая котельная, обеспечивающая централизованное теплоснабжение.

## Застройка
Улицы села: Заречная, Комсомольская, Лесная, Луговая,. Молодёжная, Набережная, Нагорная, Профсоюзная, Советская, Школьная.